# FIFA 07
《FIFA 07》（也叫做「FIFA Soccer 07」或「FIFA Football 07」）是美商藝电的足球遊戏，由美商藝电加拿大开发，美商藝电体育发行。遊戏最早於2006年9月25日在北美发行。登陆平台有PC、GameCube、PS2、GBA、PSP、NDS、Xbox和Xbox 360。Xbox 360版独家採用次世代的图像和物理处理引擎。宣传标语是「这就是球季」（This is the season）。
《FIFA 07》是FIFA系列的第14作，也是採用3D画面以来的第11作。
美商藝电发佈了七个不同版本的封面，封面球员视乎发售区域而定。罗纳尔迪尼奥会在每个版本都出现，而（Landon Donovan）和丰赛卡（Francisco Fonseca）於北美版出现，鲁尼（Wayne Rooney）於英国版出现，（Lukas Podolski）於德国版出现，大卫·比利亚（David Villa）於西班牙版出现，卡卡（Kaká）於意大利版出现，还有（Juninho）於法国版出现。

## 游戏特色
- 联赛和球队授权：《FIFA 07》中有来自20个国家的27个联赛，510余支球队各有其精确真实的球衣和徽章。
- 網絡連線聯賽：可于线上模式对抗各路对手，可使用英格蘭超級足球聯賽，德國足球甲組聯賽，法國甲組足球聯賽和墨西哥足球甲級聯賽等联赛的俱乐部。玩家积分榜每周公布。
- 社交游戏：可与最多8名朋友一起在《FIFA 07》游戏大厅中角逐冠军。增加了全新的障碍比赛系统。
- 强化经理模式：增强了该模式的真实性。使得资金系统、青年球员的成长、媒体和球迷的反应更为真实。本作还增加了创建自定义俱乐部的功能。
- 足球情感：观众会根据球员的表现作出反应。进球和控球将会令球迷发出震耳的欢呼，赛事不利则会让他们垂头丧气。视角会聚焦于那些情绪特别明显的人。
- 定位球：使用左摇杆可以控制足球旋转，踢出更具创造性的定位球和射门。
- 全新射门机制：射门机制更为复杂，玩家可进行更精确的操控。
- 高级守门员AI：守门员的AI更真实，有着逼真的反应以及各种躲闪和救球动作。

## 原聲帶
- Tigarah - "Girl Fight"
- - "Supermassive Black Hole"
- - "Nothing In My Way"

## 聯賽
《FIFA 07》一共有27個聯賽。“其他地方球會”（Rest of world）分类中有額外的14個俱樂部。
- 奧地利足球超級聯賽
- 比利時足球甲級聯賽
- 巴西足球甲級聯賽
- 丹麥足球超級聯賽[註 1]
- 英格蘭足球超級聯賽[註 2]
- 英格蘭足球冠軍聯賽
- 英格蘭足球甲級聯賽
- 英格蘭足球乙級聯賽
- 法國足球甲級聯賽
- 法國足球乙級聯賽
- 德國足球甲級聯賽[註 2]
- 德國足球乙級聯賽
- 荷蘭足球甲級聯賽
- 意大利足球甲級聯賽
- 意大利足球乙級聯賽[註 3]
- 韓國足球K聯賽
- 美國職業足球大聯盟
- 墨西哥足球甲級聯賽[註 2]
- 挪威足球超級聯賽
- 波蘭足球甲級聯賽[註 4]
- 葡萄牙足球超級聯賽
- 蘇格蘭足球超級聯賽
- 西班牙足球甲級聯賽
- 西班牙足球乙級聯賽
- 瑞典足球超級聯賽
- 瑞士足球超級聯賽
- 土耳其足球超級聯賽[註 4][註 5]
- 其他地方球會[註 4]

## 國家隊
《FIFA 07》擁有27個國家隊。
- 阿根廷國家足球隊
- 澳大利亞國家足球隊
- 奧地利國家足球隊
- 比利時國家足球隊
- 巴西國家足球隊
- 保加利亞國家足球隊
- 喀麥隆國家足球隊
- 中國國家足球隊
- 克羅地亞國家足球隊
- 丹麥國家足球隊
- 厄瓜多爾國家足球隊[註 5]
- 英格蘭足球代表隊
- 芬蘭國家足球隊
- 法國國家足球隊
- 德國國家足球隊
- 希臘國家足球隊
- 匈牙利國家足球隊
- 意大利國家足球隊
- 韓國國家足球隊
- 墨西哥國家足球隊
- 尼日利亞國家足球隊
- 北愛爾蘭足球代表隊
- 挪威國家足球隊
- 巴拉圭國家足球隊
- 波蘭國家足球隊
- 葡萄牙國家足球隊
- 愛爾蘭國家足球隊
- 羅馬尼亞國家足球隊
- 俄羅斯國家足球隊
- 蘇格蘭足球代表隊
- 塞爾維亞國家足球隊[註 5]
- 斯洛文尼亞國家足球隊
- 西班牙國家足球隊
- 瑞典國家足球隊
- 瑞士國家足球隊
- 突尼斯國家足球隊
- 土耳其國家足球隊
- 烏克蘭國家足球隊[註 5]
- 美國國家足球隊
- 烏拉圭國家足球隊
- 威爾士足球代表隊

## 足球場
本遊戲收錄51個足球場。
- AOL球場，德國
- 安聯球場，德國[註 5][註 6]
- 阿姆斯特丹球場，荷蘭
- 晏菲路球場，英格蘭
- 阿塔土克球場，土耳其
- 拜耳球場，德國
- 卡爾德隆球場，西班牙
- 魯營球場，西班牙
- 孔斯坦·範登·斯托克球場，比利時
- 大邱綜合競技場，韓國
- 阿聯酋航空球場，英格蘭[註 5]
- 阿茲迪卡球場，墨西哥
- 光明球場，葡萄牙
- 比沙球場，葡萄牙
- 火龍球場，葡萄牙
- 艾華拉迪球場，葡萄牙
- 菲曆斯波拉特球場，法國
- 梅斯塔利亞球場，西班牙[註 6]
- 卡迪夫千禧球場，威爾士
- 奧脫福球場，英格蘭
- 奧林匹克球場，德國[註 5]
- 王子公園球場，法國
- 聖西路球場，意大利
- 巴拿貝球場，西班牙
- 首爾世界盃球場，韓國
- 西格納伊度納公園球場，德國
- 聖占士公園球場，英格蘭
- 蓋蘭球場，法國[註 6]
- 迪爾艾比球場，意大利
- 羅馬奧林匹克球場，意大利[註 5]
- 維諾多梅球場，法國
- 史丹福橋球場，英格蘭
- 維爾廷斯球場，德國[註 5]
- 溫布萊球場，英格蘭[註 5]